# 高岭镇 (绥中县)
高岭镇，是中华人民共和国辽宁省葫芦岛市绥中县下辖的一个乡镇级行政单位。

## 行政区划
高岭镇下辖以下地区：
高岭社区、高岭村、四方台村、上甸子村、兴隆店村、杨总村、王岗台村、高家洼村、贺家村、赵家屯村、大蜊蝗村、小蜊蝗村、照山嘴村、老爷庙村和杏树屯村。